# Labíd Halífa
Labíd Halífa (arabul: خليفة العابد); 1955. január 1. –) marokkói válogatott labdarúgó.

## Pályafutása

### Klubcsapatban
1976 és 1990 között KAC Kénitra csapatában játszott, melynek tagjaként 1981-ben és 1982-ben megnyerte a marokkói bajnokságot.

### A válogatottban
1980 és 1989 között 36 alkalommal játszott a marokkói válogatottban. Részt vett az 1986-os afrikai nemzetek kupáján és az 1986-os világbajnokságon, ahol a marokkóiak összes mérkőzésén kezdőként lépett pályára.

## Sikerei, díjai
KAC Kénitra
- Marokkói bajnok (2): 1980–81, 1981–82